# Langøya i Bamble
Langøya er en ø i Langesundsfjorden ud for Langesund i Bamble  kommune i Vestfold og Telemark fylke i Norge. Langøya er et populært fritidsområde, kendt for sin rige flora af kalkelskende vækster. Sydligst  på øen ligger Langøytangen fyr.
59°0′N 9°45′Ø / 59.000°N 9.750°Ø